# Collegiove
Collegiove là một đô thị ở tỉnh Rieti trong vùng Latium, có khoảng cách khoảng 50 km về phía đông bắc của Roma và cách khoảng 30 km southvề phía đông của Rieti. Tại thời điểm ngày 31 tháng 12 năm 2004, đô thị này có dân số 179 người và diện tích là 10,7 km².
Collegiove giáp các đô thị: Ascrea, Collalto Sabino, Marcetelli, Paganico Sabino, Pozzaglia Sabina, Turania.